# Lương Ngoại
Lương Ngoại là một xã thuộc huyện Bá Thước, tỉnh Thanh Hóa, Việt Nam.
Xã có diện tích 30 km², dân số năm 1999 là 3282 người, mật độ dân số đạt 109 người/km².